# غرش صوتی

منبع صدا با سرعت ۱٫۴ برابر سرعت صوت (۱٫۴ ماخ) حرکت می‌کند. به دلیل حرکت سریع‌تر منبع صدا نسبت به امواج صوتی تولیدشده توسط آن منبع، جبهه موج پیشرو را هدایت می‌کند.

غرش صوتی تولیدشده توسط یک هواپیمای در حال حرکت با سرعت ۲٫۹۲ ماخ، که از زاویه مخروط ۲۰ درجه محاسبه شده‌است. ناظران تا هنگام عبور موج ضربه‌ای در لبه‌های مخروط از محل آن‌ها، چیزی نمی‌شنوند.

غرش صوتی (انگلیسی: Sonic boom) صدایی همراه با امواج ضربه‌ای است و زمانی ایجاد می‌شود که یک جسم در هوا سریع‌تر از سرعت صوت حرکت کند. غرش‌های صوتی مقدار زیادی انرژی صوتی تولید کرده و باعث می‌شوند صدایی شبیه به صدای انفجار یا صدای رعد و برق به گوش انسان برسد. دسی‌بل (dBA) یکای اصلی اندازه‌گیری صدا است. برای نمونه، صدای یک رعد و برق فوق‌العاده بلند و بین ۱۰۰ تا ۱۲۰ دسی‌بل است که معادل ایستادن در نزدیکی یک جت در هنگام برخاستن است.
صدای یک گلوله با سرعت فراصوت در هنگام عبور از بالای سر یا صدای شلاق گاو نر نمونه‌هایی کوچک از غرش صوتی هستند.
غرش صوتی ناشی از هواپیمای فراصوت می‌تواند بسیار بلند و شگفت‌انگیز باشد و ممکن است باعث بیدار کردن مردم و واردشدن آسیب جزئی به برخی سازه‌ها شود. این دلایل منجر به ممنوعیت پرواز معمول فراصوت از روی زمین شده‌است. اگرچه نمی‌توان به‌طور کامل از این پروازها جلوگیری کرد، پژوهش‌ها نشان می‌دهد که با شکل‌دهی دقیق هواپیماهای فراصوت، مزاحمت و آسیب ناشی از غرش‌های صوتی ممکن است کاهش یابد، تا جایی که پروازهای فراصوت زمینی ممکن است به یک گزینه عملی تبدیل شود.
غرش صوتی فقط در لحظه عبور یک جسم از دیوار صوتی رخ نمی‌دهد و همچنین در تمام جهات پیرامونی جسم فراصوت نیز شنیده نمی‌شود. از سوی دیگر، غرش صوتی یک اثر پیوسته‌است که هنگام حرکت جسم با سرعت فراصوت رخ می‌دهد و تنها ناظرانی را تحت تأثیر قرار می‌دهد که در نقطه‌ای قرار دارند که منطقه‌ای به شکل یک مخروط هندسی در پشت جسم را قطع می‌کند. با حرکت جسم فراصوت، این ناحیه مخروطی نیز پشت آن حرکت می‌کند و هنگامی که مخروط از روی ناظر عبور می‌کند، آن‌ها به‌طور مختصر «غرش» را تجربه خواهند کرد.

## اندازه‌گیری و نمونه‌ها
فشار ناشی از غرش‌های صوتی هواگردها اغلب چند پوند در هر فوت مربع است. وسیله‌ای که در ارتفاع بیشتر پرواز می‌کند، فشار کمتری بر روی زمین ایجاد خواهد کرد، زیرا شدت موج ضربه با دورشدن از وسیله کاهش می‌یابد، اما غرش‌های صوتی کمتر تحت تأثیر سرعت وسیله قرار می‌گیرند.
| هواگرد                   | سرعت     | ارتفاع                  | فشار (پوند/فوت۲) | فشار (پاسکال) |
| ------------------------ | -------- | ----------------------- | ---------------- | ------------- |
| لاکهید اس‌آر-۷۱ بلک‌برد    | ۳+ ماخ   | ۸۰٬۰۰۰ فوت (۲۴٬۰۰۰ متر) | ۰٫۹              | ۴۳            |
| کنکورد (هواپیما)         | ۲ ماخ    | ۵۲٬۰۰۰ فوت (۱۶٬۰۰۰ متر) | ۱٫۹۴             | ۹۳            |
| لاکهید اف-۱۰۴ استارفایتر | ۱٫۹۳ ماخ | ۴۸٬۰۰۰ فوت (۱۵٬۰۰۰ متر) | ۰٫۸              | ۳۸            |
| شاتل فضایی               | ۱٫۵ ماخ  | ۶۰٬۰۰۰ فوت (۱۸٬۰۰۰ متر) | ۱٫۲۵             | ۶۰            |
| منبع:                    |          |                         |                  |               |